# 富斯科冰原島峰
80°2′S 80°9′W / 80.033°S 80.150°W
富斯科冰原島峰（英語：Fusco Nunatak），是南極洲的冰原島峰，位於埃爾斯沃思地，處於赫里蒂奇嶺的東南端，屬於威爾遜冰原島峰的一部分，現時由南極條約體系管理。